# Mwinyi Kazimoto
Mwinyi Kazimoto (sinh ngày 25 tháng 12 năm 1988) là một cầu thủ bóng đá người Tanzania. Anh thi đấu ở vị trí tiền vệ cho Al Markhiya ở Qatari Second Division. Anh là thành viên của Đội tuyển bóng đá quốc gia Tanzania tại Vòng loại Cúp bóng đá châu Phi 2013.

## Sự nghiệp quốc tế

### Bàn thắng quốc tế
Tỉ số và kết quả liệt kê bàn thắng của Tanzania trước.
| Bàn thắng | Thời gian            | Địa điểm                                       | Đối thủ     | Tỉ số | Kết quả | Giải đấu                            |
| --------- | -------------------- | ---------------------------------------------- | ----------- | ----- | ------- | ----------------------------------- |
| 1.        | 3 tháng 6 năm 2009   | Sân vận động Quốc gia, Dar es Salaam, Tanzania | New Zealand | 2–1   | 2–1     | Giao hữu                            |
| 2.        | 29 tháng 11 năm 2011 | Sân vận động Quốc gia, Dar es Salaam, Tanzania | Djibouti    | 2–0   | 3–0     | Cúp CECAFA 2011                     |
| 3.        | 3 tháng 12 năm 2011  | Sân vận động Quốc gia, Dar es Salaam, Tanzania | Zimbabwe    | 2–1   | 2–1     | Cúp CECAFA 2011                     |
| 4.        | 29 tháng 2 năm 2012  | Sân vận động Quốc gia, Dar es Salaam, Tanzania | Mozambique  | 1–1   | 1–1     | Vòng loại Cúp bóng đá châu Phi 2013 |
| 5.        | 15 tháng 8 năm 2012  | Sân vận động Molepolole, Molepolole, Botswana  | Botswana    | 2–1   | 3–3     | Giao hữu                            |
| 6.        | 8 tháng 12 năm 2012  | Sân vận động Quốc gia Mandela, Kampala, Uganda | Zanzibar    | 1–0   | 1–1     | Cúp CECAFA 2012                     |